# Minipreis-Läden
Minipreis war die Marke, unter der das Lebensmitteleinzelhandelsunternehmen Verbrauchermärkte Salzkotten GmbH & Co. KG mit Sitz in Leer (vormals im ostwestfälischen Salzkotten) auftrat. Die Kette unterhielt etwa 35 Filialen in Ostwestfalen-Lippe und Umgebung und beschäftigte 1.300 Mitarbeiter.

## Geschichte

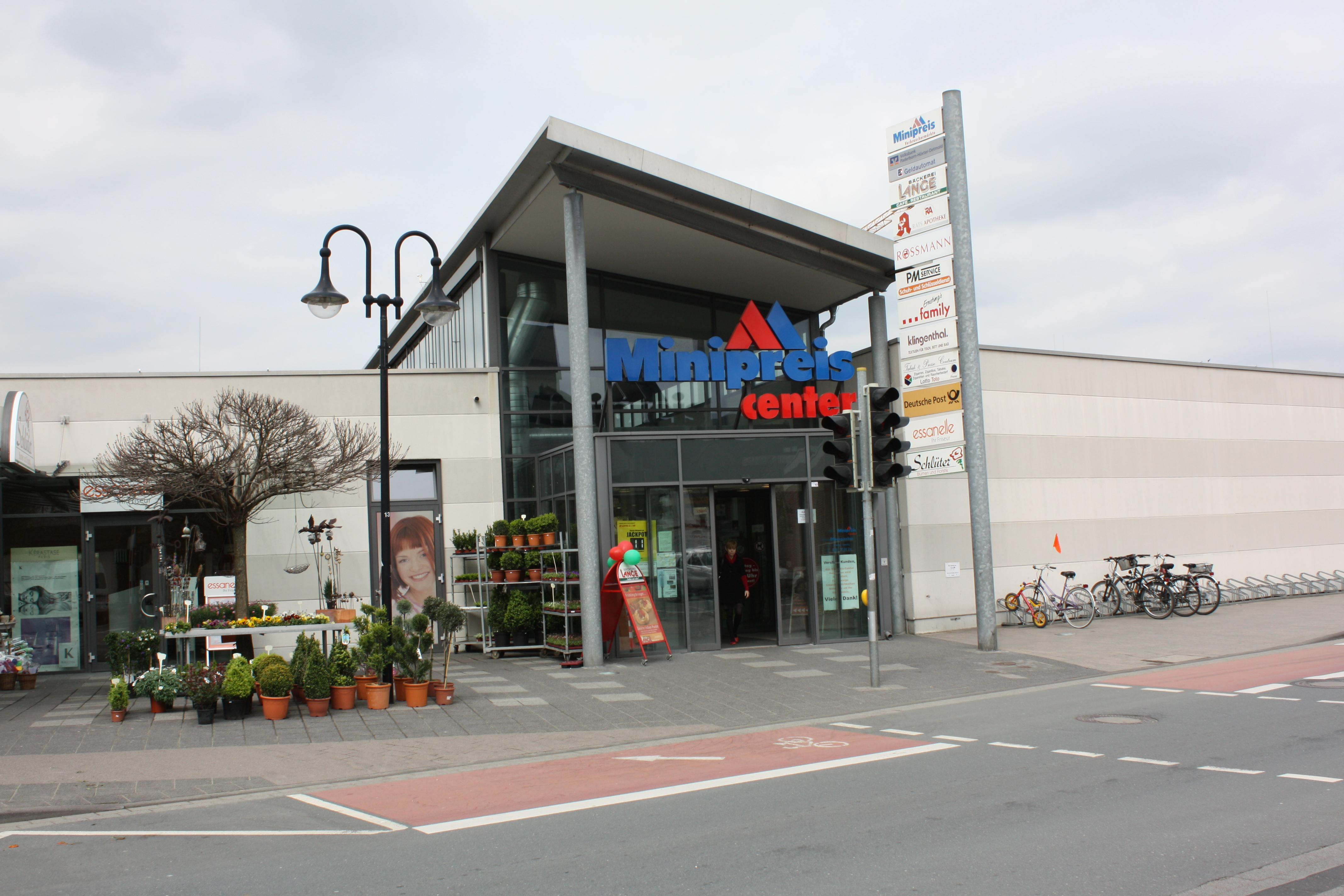
Minipreis-Center, Salzkotten

Das Unternehmen wurde unter der Firmierung Minipreis-Läden GmbH am 30. Juni 1961 von Ferdinand und Felix Klingenthal gegründet und war seitdem bis zur Übernahme durch Bünting (siehe unten) im Familienbesitz der Familie Klingenthal. Auf einer Fläche von 95 m² wurde am 1. Januar 1962 der erste Lebensmittelmarkt eröffnet. 1970 siedelten Verwaltung und Zentrallager nach Salzkotten um.
1978 konnte ein eigenes Fleischwerk in Salzkotten eröffnet werden. 1988 wurde ein eigener Fruchthof für Obst und Gemüse errichtet. Es folgte die Errichtung eines Zentrallagers mit 10.000 m² Lagerfläche.
Zum 1. Juli 2013 wurden die 33 bestehenden Minipreis-Läden mit ihren 1.200 Mitarbeitern von der Bünting-Gruppe übernommen. Im September 2014 teilte Bünting mit, dass die Minipreis-Märkte, die schon bei der Übernahme ein ähnliches Konzept der Bünting-Marke Combi hatten, auf Combi umgeflaggt werden.